# Anthurium ceronii
Anthurium ceronii är en kallaväxtart som beskrevs av Thomas Bernard Croat. Anthurium ceronii ingår i släktet Anthurium och familjen kallaväxter. Inga underarter finns listade.